# نورمان ويليامسون
نورمان ويليامسون (بالإنجليزية: Norman Williamson)‏ هو فارس أيرلندي، ولد في 16 يناير 1969.